# Molí de Britets
El Molí de Britets és una obra de Montblanc (Conca de Barberà) inclosa a l'Inventari del Patrimoni Arquitectònic de Catalunya.

## Descripció
Tan sols es conserva el cacau, d'un metre de diàmetre aproximadament, realitzat amb pedra treballada i revestit pel que sembla una torre d'uns 12 m d'alçada per 2,5 m d'amplada amb les cantonades realitzades amb grans carreus de pedra picada.

## Història
El camí que puja a la Vall de Lledrons passa pel mig del que havia estat el molí.